# Morten Stræde
Morten Stræde (født 19. april 1956 i Viborg) er en dansk billedhugger.

## Liv og karriere
Stræde afsluttede i 1987 sin uddannelse på Det Kongelige Danske Kunstakademi hos Sven Dalsgaard og professor Hein Heinsen. Han var 1994-2003 professor og afdelingsleder på Kunstakademiet i København.
I 1980'erne opnåede Stræde sit gennembrud i en generation, der blev betegnet som "De unge vilde" og "Den Nye Skulptur". Han er samtidig med en gruppering af postmoderne billedhuggere, der tæller Elisabeth Toubro, Henrik B. Andersen, Øivind Nygård og Søren Jensen.
Han arbejder med udgangspunkt i den store skulpturelle arv. Han ser billedkunsten som en særlig erkendelsesform, der er bundet til det fysiske; mødet mellem værkets og beskuerens krop. I sine mange udsmykningsopgaver tager han altid udgangspunkt i det konkrete rum og dets specielle karakter og historie. Den kropslige dimension er med årene blevet mere afgørende. Det ses bl.a. i udstillingen "Homecity" på Arken i 2006 og "Byen og Verden" på Kunsthal Brænderigården i 2010.
En række af skulpturerne har fundet plads i det offentlige rum. Både med traditionelt opstillede kunstværker og i samarbejder med arkitekter og ingeniører. Blandt de selvstændige skulpturer er "Megaron/A Field" på Assistens Kirkegård, "Bymuren" ved Åboulevarden i København, "Site as border" i Hammer Bakker, "Shadowline" ved Varde Kaserne, "Helix" og andre skulpturer i Vejle. Samarbejde tmed arkitekter og ingeniører har omfattet opgaver med byplanlægning, organisering af lokale byrum, design af funktionelle elementer til byrummet og opstilling af stedspecifikke kunstværker i byrummet. Et fremtrædende værk er granit- og bronzeskulpturen "Dobbeltlegeme" opstillet ved Schæffergården i Gentofte, ejet af Fondet for Dansk-Norsk Samarbejde.
Strædes udstillingspraksis omfatter udstillinger af skulpturer og arbejder på papir på gallerier og museer Danmark og i udlandet. 

## Hædersbevisninger (uddrag)
- 1990 Statens Kunstfonds treårige arbejdslegat
- 1999 Premio Internazionale di Scultura, Fondazione Nivola, Rom
- 2000 Eckersberg Medaillen
- 2005 Statens Kunstfonds hædersydelse
- 2006 Carl Nielsen og Anne Marie Carl-Nielsens Legat
- 2010 Thorvaldsen Medaillen